# Oreodera achatina
Oreodera achatina är en skalbaggsart som beskrevs av Wilhelm Ferdinand Erichson 1847. Oreodera achatina ingår i släktet Oreodera och familjen långhorningar.
Artens utbredningsområde är Surinam. Inga underarter finns listade i Catalogue of Life.